# Зисис, Феодор
Фео́дор Зи́сис (греч. Θεόδωρος Ζήσης; род. 20 января 1941, деревня Панайа, остров Тасос, Греция) — бывший священнослужитель Фессалоникийской митрополии и профессор богословского факультета Фессалоникского университета имени Аристотеля.
Специалист по поздневизантийским Отцам Церкви, автор монографий о митрополите Евстратии Никейском и патриархе Геннадии Схоларии. Известен также своими консервативными и антиэкуменическими взглядами.
5 марта 2017 года заявил с амвона о прекращении поминовения своего правящего архиерея митрополита Анфима (Руссаса) и выходе из юрисдикции Элладской православной церкви.

## Биография
Родился в 1941 году на острове Tacoc в селении Панагия, в семье священника.
В 1965 году окончил богословский факультет Фессалоникского университета и, как лучший выпускник, был зачислен на юридический факультет этого же университета, но прервал своё обучение в связи с началом преподавательской деятельности на богословском факультете ФУА.
Аспирантуру окончил также в Салониках, на кафедре исторического богословия, под руководством известного патролога П. Христу. В 1971 году за диссертацию «Человек и Вселенная в домостроительства Божием по учению святителя Иоанна Златоуста» ему была присвоена докторская степень, а в 1973 году за исследование «Искусство девства. Святые отцы Церкви в защиту безбрачия» его назначили доцентом богословского факультета ФУИ.
С 1972 по 1973 и с 1979 по 1980 годы находился на повышении квалификации в Западной Германии (Бонне), представив на кафедру вместе с другими публикациями большую монографию «Геннадий II Схоларий. Житие — Писания — Учение» за которую в 1980 году он был избран штатным преподавателем патрологии. В 1982 году, после разделения богословского факультета ФУА на два отделения, перешёл на отделение пастырского и социального богословия, где преподавал до настоящего времени. Дважды был деканом этого отделения.
Сразу после основания патриаршего Института патристических исследований при монастыре Влатадон, стал его научным сотрудником, затем выполнял обязанности директора Института (1977—1980), а также редактора и учёного секретаря (1968—1970) журнала «Наследие», издаваемого патриаршим Институтом.
В 1970 году стал научным сотрудником Центра византийских исследований ФУА, затем заведующим отделом богословия (1988—1998), а впоследствии — директором самого Центра (1991—1995). Являлся членом редакционной коллегии журнала «Византийское наследие» и других изданий Центра. В течение ряда лет был председателем Союза богословов Северной Греции и издавал журнал Союза «Богослов». Неоднократно был организатором и активным участником различных международных научных конференций.
В декабре 1990 года был рукоположен во диакона, а в марте 1991 года в монастыре святой Анастасии Узорешительницы хиротонисан в сан пресвитера) и проходил в монастыре пастырское служение до начала 1993 года. С апреля 1993 года по март 2017 года служил в храме преподобного Антония Великого в Салониках, оставаясь в юрисдикции Константинопольской церкви.
Неоднократно представлял Вселенскую патриархию и Элладскую церковь на межхристианских встречах, принимая участие в диалогах православных как со старо-католиками, так и с католиками; также участвовал в межправославных встречах по подготовке Святого и Великого Собора Православной Церкви. За суровую критику оправдания унии и церковно неприемлемых документов, подписанных в 1993 году в местечке Баламанд, Константинопольская патриархия запретила ему участвовать в диалогах с католиками.
В 1998 году вместе с единомышленниками основал Общество православного просвещения. В настоящее время он руководит изданием богословского альманаха Общества «Жизнь по заповедям», который, несмотря на все проблемы и трудности, выходит каждые три месяца.
Поддерживая поначалу хорошие отношения с архиепископом Афинским Христодулом (Параскеваидисом) (в его бытность митрополитом Димитриадским), Феодор Зисис пришёл к острому противостоянию с ним, в особенности с 2001 года — со времени подготовки и осуществления визита покойного папы Иоанна-Павла II в Афины. С точки зрения протоиерея Феодора Зисиса, руководимая блаженнейшим Христодулом Элладская церковь, вследствие продолжающихся тесных контактов со Всемирным советом церквей и с представителями других религий, сбилась с верной стези, указанной апостолами и святыми отцами, и идёт по пути межрелигиозного и межхристианского синкретизма, по пути всеереси экуменизма.
В связи с непримиримой позицией протоиерея Феодора по этому вопросу, а также из-за его открытой критики экуменических контактов и вообще нравственного упадка и обмирщения епископата, в июне 2005 года на него было наложено прещение — запрет в священнослужении. Однако возмущение по этому поводу церковной общественности и горячая поддержка многих клириков способствовали тому, что в сентябре 2005 года прещение было снято.
Награждён Национальной премией «Имперская культура» имени Эдуарда Володина (2005 г.). В номинации «Богословие» - за книгу «Благотворное и очистительное цунами».
Отрицательно воспринял состоявшийся в июне 2016 года на Крите Всеправославный собор и принятие им документы. Его поддержал другой священник из Салоник Николай Манолис. В конце 2016 года митрополитом Фессалоникийским Анфимом (Руссасом) обоим священникам было отправлено «последнее предупреждение», предписывающее «прекратить призывы верующих к расколу и разделению Церкви».
5 марта 2017 года, в Неделю торжества православия, официально объявил с амвона храма, в котором служил многие годы, сообщив, что перестаёт поминать своего правящего архиерея — Фессалоникийского митрополита Анфима (Руссаса).
В конце 2018 года выступил с резкой критикой политики Константинопольского патриархата и поддержал УПЦ МП

## Труды отца Феодора
Владеет немецким и французским языками. Он автор многих монографий, а также статей и исследований.
- «Человек и Вселенная в домостроительстве Божием по учению святителя Иоанна Златоуста», 1971;
- «Искусство девства. Святые отцы Церкви в защиту безбрачия», 1973, 1996;
- «Никита Сеид и его „Логос по учению Евстратия Никейского“», 1976;
- "Николай Музалон и его труд «Об нахождении Святого Духа», 1978;
- «Геннадий Схоларий. Житие — Писания — Учение», 1980, 1988, 2006;
- «Технография. О том, как пишутся научные работы», 1985, 1992, 1996;
- «Священномученик Григорий V в народном сознании», 1986;
- «Введение в философию Платона», 1989, 1996;
- «Богословы Салоник», 1989, 1996;
- «Миряне в Православной Церкви», 1991;
- «Константинополь — Москва», 1991;
- «Следуя за святыми отцами: основы и критерии святоотеческого богословия», 1993;
- «Европеизировались: наше европейское рабство», 1994;
- «Уния: новое её развитие», 1994;
- «Православие и экология», 1994;
- «Православие ™ антихалкидонитов-монофизитов»,1994;
- «Досуг: мирской и христианский», 1994;
- «Иконы в Православной Церкви», 1995;
- «Являются ли армяне православными? Позиция святителя Фотия Великого», 1995;
- «Старость: проблема бытия и социума», 1995;
- «Православие и эллинизм. Новое рабство и противление», 1995;
- «Спасение человека и Вселенной», 1997;
- «Воспитание детей по творениям святителя Иоанна Златоуста», 1998;
- «Салоники монахолюбивые», 1998;
- «Ротонда святого Георгия. Причины конфликта между музеем и Церковью», 1998;
- «Деятельность богословского факультета Фессалоникского университета с 1942 по 1992 годы», 1998;
- «Монашество: образы и темы», 1998;
- «Брак и безбрачие. Что выше?», 1999;
- «Святитель Нектарий Эгинский как учитель», 2000;
- «Новые удостоверения личности: кто создаёт проблему?», 2000;
- «Церковное имущество», 2000;
- «От Никеи Вифинской к Никее Французской», 2001;
- «Рождественская ёлка», 2000;
- «Утешение скорбящих. Утешительные послания святителя Василия Великого», 2001;
- «Священный Синод и папa: неизвестные подробности одной беседы», 2001;
- «После визита папы: факты и оценки», 2001;
- «Уния: осуждение и оправдание», 2002;
- «Этические главы», 2002;
- «Иерархи — народные вожди», 2003;
- «Надо ли переводить литургические тексты?», 2003;
- «Межхристианские встречи», 2003;
- «Границы Церкви. Экуменизм и католичество», 2004;
- «Коливадское движение. Преподобные Афанасий Парижский и Никодим Святогорец», 2004;
- «Святой апостол Павел», 2004;
- «Благотворное и очистительное цунами. Виноват ли Бог в стихийных бедствиях?», 2005. (М.:Святая Гора, 2005);
- «Церковь и футбол. Христианская жизнь и спорт», 2005.

### Готовятся к изданию
- «Церковь и государство: отделение или симфония?»;
- «Богословие и творения великих святых отцов богословов».

### На русский язык переведены
- «Благое непослушание или худое послушание» // Благодатный огонь. — 2010.
- «Битва за Православие» (2013). Дата обращения: 15 марта 2017.